# Centro cardiotorácico de Mónaco
El Centro cardio torácico de Mónaco (en francés: Centre cardio-thoracique de Monaco) es un hospital que se especializa en las enfermedades cardiovasculares y torácicos, localizado en el pequeño principado europeo de Mónaco.
Concebido en 1978, el centro Cardio-torácico de Mónaco abrió sus puertas en abril de 1987. Con el apoyo de las autoridades monegascas, el CCM fue diseñado para hacer frente a la escasez de camas en cardiología en la región, y también para ofrecer a los pacientes todo el equipamiento de última generación en el Mediterráneo. 
El centro Cardio-torácico de Mónaco también se ha utilizado con fines humanitarios.